# ドジョーギーン・ツェデブ
ドジョーギーン・ツェデブ（Dojoogiin Tsedev、1940年 - 2023年）は、モンゴルの作家、文学者、詩人。
1977年から1990年まで、モンゴル作家同盟議長。1992年から1996年まで、東京外国語大学客員教授。モンゴル国立大学卒。モンゴル言語学、モンゴル文学専攻。同大学で博士号取得。1998年から、モンゴル国立文化芸術大学総長。
モンゴルで「北極星勲章」「スフバートル勲章」「ダムディンスレン勲章」「国家功労芸術賞」などを受章。

## 著書
- 『この世の素晴らしき人』[注釈 1]
- 『傷つくことなき心』[注釈 2]
- 『草原の小道』[注釈 3]

### 著書（邦訳）
- 『友情の大草原　モンゴルと日本の語らい』（共著：池田大作、潮出版社）